# Sherwin Davis
Sherwin Onaira Davis (født 12. april 1974 i Indianapolis, Indiana, USA) er en tidligere amerikansk bokser i mellemvægtdivisionen. Han opnåede en rekordliste på 18 sejre og 7 nederlag. Hans mest kendte kamp er mod Allan Green den 19. oktober 2007 i Buffalo Run Casino i Miami i Oklahoma, hvor kan blev slået ud i 2. omgang.
Han har også bokset mod Peter Manfredo Jr og Edison Miranda.